# Eogruidae
Gli eogruidi (Eogruidae) sono una famiglia di uccelli estinti, appartenenti ai gruiformi. Vissero tra l'Eocene superiore e l'Oligocene inferiore (40-30 milioni di anni fa) e i loro resti sono stati rinvenuti in Asia.

## Descrizione
Superficialmente, questi animali dovevano essere molto simili alle gru attuali. Le dimensioni erano notevoli e dovevano assomigliare a quelle dell'attuale gru comune (Grus grus). Le zampe posteriori degli eogruidi erano molto allungate e notevolmente irrobustite rispetto a quelle degli altri gruiformi, il che fa supporre che questi animali fossero ben adatti alla corsa. I fossili, inoltre, indicano che probabilmente forme come Eogrus aeola, dell'Eocene superiore, erano già diventati incapaci di volare o, quantomeno, volavano molto di rado. Le specializzazioni di questi animali vennero portate all'eccesso nella famiglia degli ergilornitidi (Ergilornithidae), simili agli struzzi.